# グロースンドリーム
株式会社グロースンドリーム（Growthn Dream）は、熊本県熊本市中央区に本社を置く電動車のメーカーである。

## 概要
フレームむき出しのネイキッドエコスクーターを製造するため動力となる韓国製のモーターを搭載している。なお、動力となるモーターは韓国のメーカーが現地で製造しているが、その他の部品は大津町の工場で製造し、組み立ても大津町の工場で行われる。2013年にはGACKTがプロデュースするROBOSAKU TYPE-G WILD & MILDの先行販売も始めている。

## 沿革
- 2011年2月 - 設立

## 製品
電動バイク
- ガイアレイ（業務用）
- ROBOSAKU（ロボサク）